# Generation X
Generation X, även MTV-generationen eller förlorade generationen, är en amerikansk beteckning på personer födda mellan omkring 1965 och fram till åren runt skiftet till 1980-talet. I Sverige används även ironiska generationen synonymt, och det påstods när det myntades att det här var den första generationen som skulle få det sämre än sina föräldrar.

## Etymologi
Namnet Generation X härrör från Douglas Couplands bok Generation X om fyra desillusionerade ungdomar i Palm Springs, som ser sig mer som betraktare än deltagare i samhället. De försörjer sig med enklare servicearbeten som de kallar McJobs och deras upplevelser relateras till populärkulturen. Ironi används som en mask för att dölja verkliga känslor. Coupland har dels uppgett att han fått namnet från punkbandet Generation X, där bland annat Billy Idol ingick, men senare hävdat att det kommer från sociologen Paul Fussels bok Class: A Guide Through the American Status System, som ska beskriva ett amerikanskt klassystem. I sista kapitlet beskrivs en kategori X som Coupland menar hade likheter med personerna han ville skriva om.
Det finns också bland annat en bok från 1964, med titeln Generation X, skriven av Jane Deverson och Charles Hamblett som försöker beskriva ungdomsgenerationen under 1960-talet och fotografen Robert Capa använde begreppet Generation X redan på 1950-talet, då  för ett foto- och intervjuprojekt om 20-åringar i efterkrigstiden.
Benämningen den förlorade generationen kom från antagandet att Generation X skulle få det sämre än den föregående generationen. Den användes redan om de som varit unga under första världskriget, och myntades då av Gertrude Stein om den kulturella grupp hon samlade omkring sig i Paris, där bland annat Ernest Hemingway ingick.

## Historik och beskrivning
Beteckningen har ibland använts synonymt med begreppet ironiska generationen. De har även definierats som den första generationen som skulle få det materiellt sämre än sina föräldrar. Ett annat drag som tillskrivs generation X är att den refererar till TV och populärkultur snarare än egna upplevelser, och är den första generationen uppvuxen med barn- och ungdoms-TV.
I Sverige pågick en relativt långvarig babyboom mellan ungefär 1965 och 1975, som gav upphov till denna generation, som i huvudsak är barn till den stora fyrtiotalistgenerationen. I USA var det under denna period tvärtom en nedgång i födelsestatistiken, och generationen kallas där ibland även "Baby Busters" eller "post-peak Boomers". Barn till generation X brukar tillhöra generation Y eller generation Z.
När Generation X var tonåringar var inte mobiltelefoner, internet och sociala medier etablerade, men dessa har etablerats medan de var unga eller relativt unga vuxna.